# NGC 2623
NGC 2623 is een versmeltend dubbelsterrenstelsel in het sterrenbeeld Kreeft. Het hemelobject ligt 253 miljoen lichtjaar (77,5 × 6 parsec) van de Aarde verwijderd en werd op 19 januari 1885 ontdekt door de Franse astronoom Édouard Jean-Marie Stephan.

## Synoniemen
- IRAS 08354+2555
- 2MASX J08382409+2545167
- Arp 243
- MCG +04-21-009
- PGC 24288
- UGC 4509
- VV 79
- ZWG 120.15